# Olajegyenérték
Az olajegyenérték vagy kőolaj-egyenérték az energia mértékegysége, amely az adott mennyiségű energia előállításához elégetendő nyersolaj tömegét adja meg. Az energetikában használatos, rövidítése az angol tonne of oil equivalent (vagyis tonna kőolaj egyenérték nyomán) toe. Mivel a különféle nyersolajok égéshője kissé eltérő, az tonna-olajegyenérték  megállapodás kérdése; több, kissé eltérő megállapodási érték van forgalomban, átlag érték 42 gigajoule, GJ. A legelterjedtebb a Nemzetközi Energiaügynökség, angolul International Energy Agency, IEA/OECD definíciója, ami szerint egy tonna olajegyenérték tíz Gcal (IT-kalóriában), azaz 41,868 GJ (11,63 megawattóra). Egy másik definíció szerint egy toe 10,7 Gcal (termokémikai kalóriában), azaz 44,769 GJ.
Egy hordó-olajegyenérték körülbelül 0,146 tonna olajegyenérték.